# Tarub (Tarub)
Tarub is een bestuurslaag in het regentschap Tegal van de provincie Midden-Java, Indonesië. Tarub telt 3653 inwoners (volkstelling 2010).